# Gran revuelta ilírica
La gran revuelta ilírica fue un levantamiento que afectó Dalmacia y Panonia entre los años 6 y 9, donde se enfrentaron las poblaciones locales de Iliria y el Imperio romano. El conflicto acabaría con la victoria imperial y la reconquista del territorio.

## Antecedentes
Década y media después que él mismo conquistara a los dálmatas y panonios, en el año 6 Tiberio Julio César, hijastro del emperador César Augusto, comenzara su campaña contra los marcomanos, aumentando los impuestos y llevándose al gobernador de Dalmacia y Panonia, Marco Valerio Mesala Mesalino, con la mayoría de sus soldados. A esto se unió el hecho que los romanos intentaron realizar una leva de hombres jóvenes.

## Fuerzas
Según Veleyo Patérculo, los rebeldes dominaban un territorio poblado por 800.000 personas, de las que un cuarto eran guerreros a pie además de 9.000 montados. Historiadores modernos aceptan el número de jinetes, pero reducen los infantes a 90.000 o 100.000 como límite máximo en caso de que los rebeldes movilizaran a dos tercios de sus hombres adultos, lo que de por sí es poco probable.
Se sabe que en total los romanos desplegaron en la zona 15 legiones con sus correspondientes fuerzas auxiliares. En Siscia Tiberio tenía diez legiones, entre las que estaban la IX Hispana, la XIII Gemina, la XIV Gemina, la XV Apollinaris y la XX Valeria Victrix, setenta cohortes de infantería, catorce alas de caballería, más de 10 000 veteranos, numerosas cohortes de voluntariorum, «voluntarios», y una flota de encargada del transporte y patrullaje costero.  En Sirmio Cecina tenía cinco legiones, la IV Scythica, la V Macedonica, la VII Claudia, la VIII Augusta y la XI Claudia,  y los numerosos infantes y jinetes aportados por los tracios.

## Conflicto
La guerra comenzó con el levantamiento de Bato I, miembro de la tribu dálmata de los «desitiatas», quien fácilmente venció a las primeras fuerzas imperiales enviadas en su contra y extendió su movimiento por Dalmacia. Luego los breucos, de Panonia, liderados por Bato el Breuco marcharon contra Sirmio. Sin embargo, el gobernador de Moesia, Aulo Cecina Severo, los venció en el río Dravus (Drava) a un coste altísimo que lo obligó a convocar a sus aliados. Entre tanto, Bato I intentó tomar Salona pero una piedra lo hirió gravemente, debiendo retirarse, no sin antes enviar a sus guerreros a saquear la costa hasta Apolonia de Iliria, y poco después consiguió derrotar una fuerza romana.

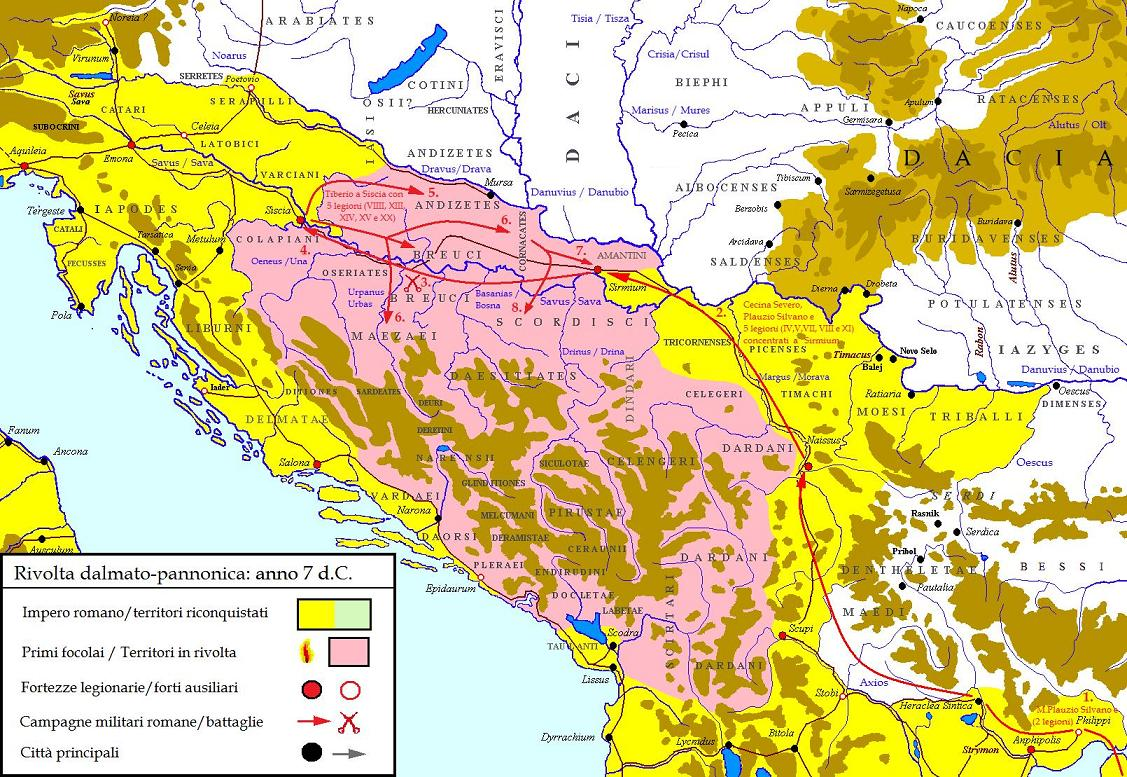
Mapa del segundo año de guerra (7). Las fuerzas romanas confluyen en Panonio por el norte y sur.

Cuando le llegaron la noticias a Tiberio, el general decidió retirarse de Germania y mientras marchaba con el grueso de su ejército, envió a Mesala por delante porque Italia estaba indefensa. Este último consiguió vencer a 20.000 dálmatas con apenas la mitad de la XX legión. Bato I le presentó batalla campal a Mesala, logrando vencer a la vanguardia romana pero poco después las fuerzas imperiales le emboscaron y forzaron a unirse con Bato II en el monte Almus, monte Fruška Gora, cerca de Sirmio. Ahí se atrincheraron, temerosos de enfrentar a las legiones en campo abierto. Esto fue aprovechado por Cecina y Marco Plaucio Silvano para rodearlos con cinco legiones y auxiliares y caballería tracia. Patérculo dice que la caballería del rey tracio Rhoemetalces, aliado de Roma, fue expulsada por los defensores, que estuvieron a punto de romper las líneas romanas, pero los legionarios supieron reaccionar a tiempo, contener la embestida y fragmentar las filas enemigas. En cambio, Casio que fue Rhoemetalces quien venció y que Cecina apareció después, pero los rebeldes lo forzaron a retirarse.
Por entonces sármatas y dacios invadieron Moesia y Cecina debió retirarse para encarar la nueva amenaza. Entre tanto, Tiberio y Mesala se demoraron demasiado en sus preparativos en Siscia, lo que fue aprovechado por los dálmatas para animar a más panonios a sublevarse. Se dedicaron a lanzar fugaces incursiones de saqueo contra territorio leal a Roma usando su ligero armamento y mejor conocimiento del terreno. Ese invierno también atacaron Macedonia. Masacraron a los comerciantes y vencieron a los ciudadanos romanos, además de exterminar una guarnición aislada del resto del ejército y formada por veteranos. Otro grupo de sublevados quedó guarneciendo sus tierras y un contingente quiso avanzar sobre Italia, siguiendo la ruta de Nauporto y Tergeste. Los panonios habían desarrollado muy rápido sus planes de guerra por su conocimiento de las tácticas romanas y cultivo de la cultura.
Entre tanto, Sirmio era mantenida bajo poder imperial por Rhoemetalces y su hermano Rhascyporis, quienes realizaron expediciones contra los refugios rebeldes en las montañas.
Para el año 7, Augusto estaba molesto por la tardanza de Tiberio y envió al cuestor Julio César Germánico, hijo adoptivo y sobrino biológico de Tiberio, con refuerzos para que comenzara sus operaciones. El emperador hizo esfuerzos enormes para mantener en orden al capital, azotada por la hambruna, mientras no desatendía los asuntos económicos y las necesidades de la guerra.

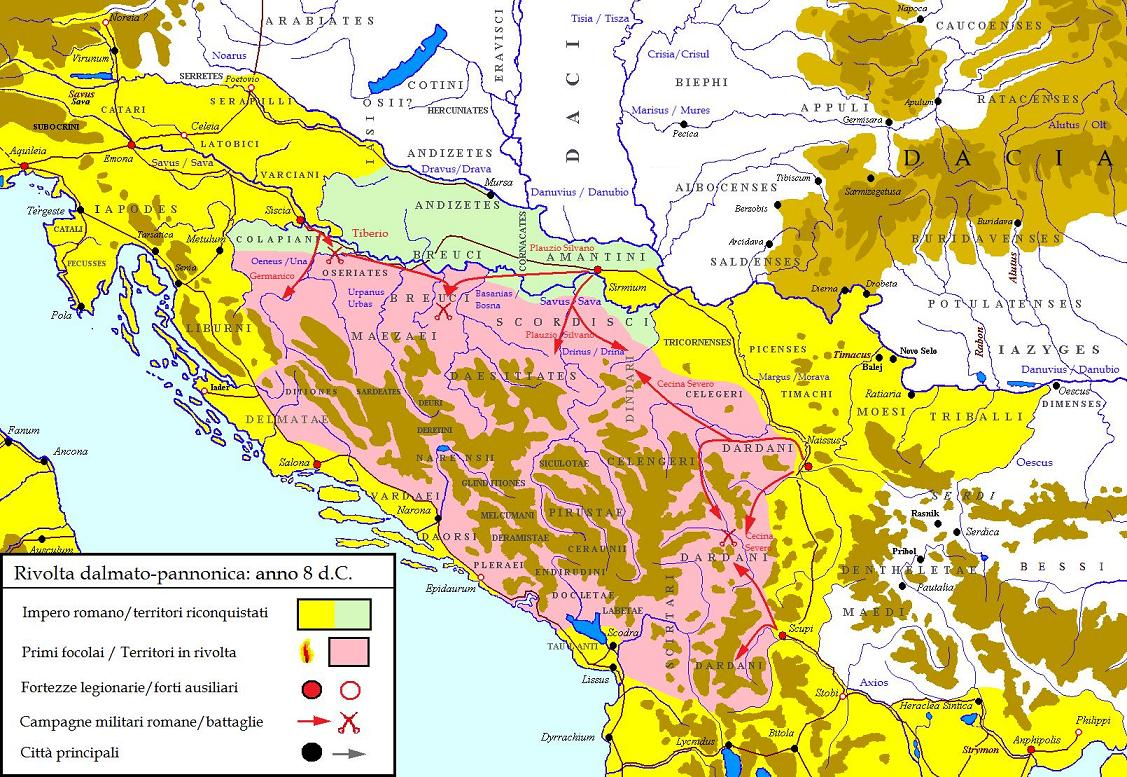
Mapa del tercer año de guerra (8). En verde el territorio reconquistado por los romanos, que arrinconan a los rebeldes en Dalmacia.

Mientras Germánico se unía al ejército de Tiberio, Cecina avanzó desde Macedonia y ambos Batos decidieron emboscarlo en las marismas Volcee. Los legionarios que salían de su campamento fueron forzados a volver a entrar, pero los rebeldes resultaron incapaces de asaltarlo. El ejército en Siscia era enorme, diez legiones más auxiliares. Tras esto, el Imperio dividió sus fuerzas en destacamentos que arrasaron las tierras enemigas simultáneamente. Se sabe que Germánico venció a los dálmatas mazaei y destacó repetidamente en misiones difíciles. Las guarniciones se establecieron en varios puntos estratégicos mientras Tiberio pasaba el invierno en Siscia.
En el año 8, el hambre estaba obligando a los insurrectos a comer raíces y pasto, por lo que querían negociar. Sin embargo, las facciones más radicales, temiendo el castigo romano, bloquearon todo intento. En cambio, en la capital la hambruna cesó y Augusto realizó juegos en honor a Tiberio y Germánico. El emperador fue a Ariminum para negociar con algunos jefes dálmatas y panonios pero la guerra siguió. Según Dion Casio, fue entonces cuando Bato II asesinó a un líder rival llamado Pinnes, ganando el control de su tribu pero Bato I lo capturó. Al parecer el panonio, temiendo se traicionado, le había pedido rehenes a las tribus aliadas y el otro, al enterarse, lo acechó, emboscó, capturó y ejecutó. En cambio, Patérculo dice que Bato II fue capturado por los romanos y Pinnes y miles de sus seguidores entregaron sus armas a orillas del Batino. Así, al acabar el verano toda Panonia se rendía y los rebeldes quedaban confinados a Dalmacia.

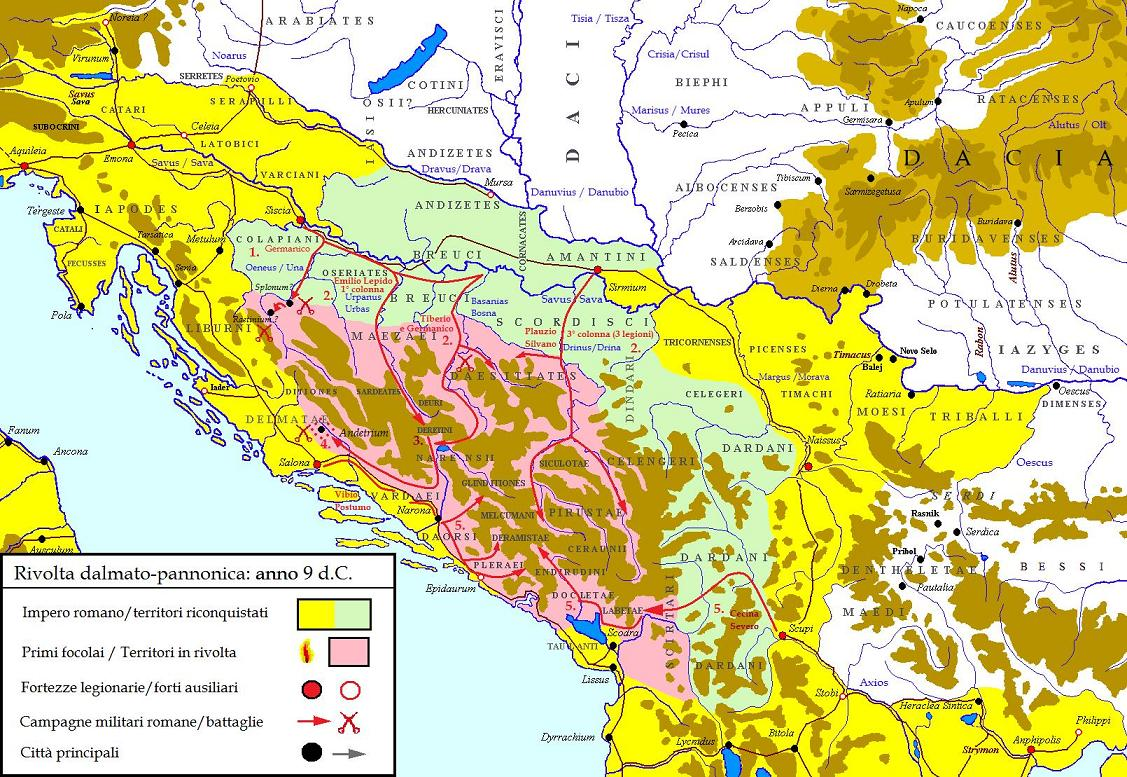
Mapa del último año de guerra (9). El ejército romano ya ha reconquistado Panonia y con varios ataques simultáneos reduce a los dálmatas.

Ya en otoño, Tiberio volvió a Siscia, dejando a cargo al legado Marco Emilio Lépido. Los panonios siguieron luchando y Silvano aprovechó de atacar y vencer a los breucos mientras otras tribus se rendían. Ante esto, Bato I dio por perdida Panonia y ocupó los pasos montañosos que llevaban al interior de Dalmacia. Lépido salió de sus cuarteles en cuanto comenzó el verano y se dedicó a destruir cultivos, quemar villas y matar a sus habitantes, volviendo a sus bases con abundante botín. Finalmente Silvano también devastó el país y llevó a las tribus a someterse. Los últimos en rendirse fueron los perustas y desitiatas, bien atrincherados en sus fortalezas en las montañas, rindiéndose sólo cuando sus guerreros fueron exterminados por las legiones. Como nuevo gobernador de Dalmacia fue nombrado Cayo Vibio Póstumo, militar muy destacado en la guerra.

## Consecuencias
La rebelión dejó una ola de bandolerismo que afectó fuertemente por largas décadas la región. Su territorio boscoso era perfecto para los ataques de saqueo en pequeñas partidas. Entre tanto, en la capital imperial hubo varios días de festejos, pero a la quinta jornada llegó la noticia de un desastre ocurrido en Germania. Aunque por sus victorias recibió el cognomen de Pannonicus, Tiberio no celebró un triunfo por el luto que vivía el Imperio por el desastre. Pasó los siguientes dos años en Germania, castigando a las tribus pero sin recuperar el territorio, volviendo a celebrar su triunfo donde se exhibió a Bato II.